# 日本のサイバーパンク
日本のサイバーパンク（にほんのサイバーパンク）では、日本で制作されたサイバーパンク作品について記述する。日本のサイバーパンクは、サイバーパンクの実写映画と、サイバーパンクの漫画・アニメという2つのジャンルに分けられる。
日本のサイバーパンク映画は、1980年代から日本で制作されたアンダーグラウンド映画のサブジャンルのことを指し、これは西洋で認識されている、低俗な生活や高度なテクノロジーといったサイバーパンクの特徴と類似する部分がある一方で、工業的・金属的なイメージの表現や不可解な物語といった点において異なっている。日本のサイバーパンク運動に関連する映画監督としては、石井聰亙、塚本晋也、福居ショウジンなどがいる。このジャンルは1982年の『爆裂都市 BURST CITY』を起源とし、1989年の『鉄男』で初めて定義された。根底には1970年代の日本のパンク・サブカルチャーがあり、1970年代後半から1980年代前半にかけての石井聰亙のパンク映画によってこのサブカルチャーが日本映画に持ち込まれ、日本のサイバーパンクへの道を開いた。
日本のサイバーパンクは、サイバーパンクをテーマにした漫画やアニメのサブジャンルも指す。このサブジャンルは1982年に連載が始まった大友克洋の漫画『AKIRA』が起源であり、1988年のアニメ映画化で普及した。『AKIRA』は『攻殻機動隊』、『銃夢』、『カウボーイビバップ』、『serial experiments lain』などのサイバーパンクの漫画・アニメに影響を与えた。サイバーパンクの漫画・アニメは、漫画・アニメだけではなく、映画・音楽・テレビ番組・コンピュータゲームなど、世界の数多くの大衆文化にも影響を与えている。

## 映画

### 特徴
日本のサイバーパンク映画では通常、工業環境において登場人物（特に主人公）が奇怪で不可解な変形を遂げる。多くの映画には実験映画のジャンルに分類されるシーンがあり、純粋に空想的、あるいは鮮やかなシークエンスが含まれることが多いが、これらは登場人物やストーリーに関係する場合もしない場合もある。よくあるテーマとして突然変異、科学技術、非人間化、弾圧、性的逸脱などがある。

### 先駆け
ニュー・ウェーブSFにルーツを持つ西洋のサイバーパンクとは異なり、日本のサイバーパンクはアンダーグラウンド音楽の文化、特に1970年代の日本のパンク・ロックの音楽シーンから生まれたパンク・サブカルチャーにルーツを持っている。映画監督の石井聰亙は、パンクと関連する反乱や無秩序を描いた『高校大パニック』や『狂い咲きサンダーロード』といったパンク映画でこのサブカルチャーを日本映画に持ち込み、アンダーグラウンド映画の分野に大きな影響を与えるようになった。特に影響力の大きいバイク映画である『狂い咲きサンダーロード』はパンク・バイカー・ギャングの美学を持っており、大友克洋の映画『AKIRA』への道を開いた。石井はその後、大友の漫画『RUN』をもとに映画『シャッフル』を製作した。ポール・グラヴェットによると、『AKIRA』が公開された時、サイバーパンク文学はまだ日本語に翻訳されておらず、大友は横山光輝の漫画『鉄人28号』やバンド・デシネ作家のメビウスなどから明確な刺激を受けていたという。
石井の映画のうち、『爆裂都市 BURST CITY』は公開以降、日本のアンダーグラウンド映画シーンに強い影響を与えている。メインキャストの泉谷しげるは、1986年にサイバーパンク映画『デスパウダー』の監督を務めている。また、『電柱小僧の冒険』や、『鉄男』の原型となった『普通サイズの怪人』など、塚本晋也の初期の短編映画はサイバーパンク運動の先駆けだと評価されることが多い。

### 主な映画
このジャンルを定義する映画として以下のものが挙げられる。
- 爆裂都市 BURST CITY（1982年）
- デスパウダー（英語版）（1986年）
- AKIRA（1988年）
- 鉄男（1989年）
- ピノキオ√964（1991年）
- 鉄男II BODY HAMMER（英語版）（1992年）
- GHOST IN THE SHELL / 攻殻機動隊（1995年）
- ラバーズ・ラバー（英語版）（1996年）
- ELECTRIC DRAGON 80000V（2001年）

### その他の映画
- ザ・ギニーピッグ2 ノートルダムのアンドロイド（1988年）
- 限界人口係数（1995年）
- I.K.U.（2001年）
- グシャノビンヅメ（2004年）
- つぶろの殻（2004年）
- MEATBALL MACHINE -ミートボールマシン-（英語版）（2005年）
- 東京残酷警察（2008年）

### 西洋の影響
- イレイザーヘッド（1977年）
- ブレードランナー（1982年）
- ヴィデオドローム（1983年）

### 日本のサイバーパンクの影響を受けた西洋映画
- Dandy Dust（1998年）
- Zoetrope（1999年）
- Hikikomori: Tokyo Plastic（2004年）
- Ultra-Toxic（2005年）
- Automatons（2006年）
- Flesh Computer（2014年）
- Computer Hearts（2015年）
- Difficulty Breathing（2017年）

## 漫画・アニメ
日本のサイバーパンクは、サイバーパンクをテーマにした漫画やアニメのサブジャンルも指す。このサブジャンルは1982年に連載が始まった大友克洋の漫画『AKIRA』が起源であり、1988年のアニメ映画化で普及した。『AKIRA』は『攻殻機動隊』、『銃夢』、『カウボーイビバップ』、『serial experiments lain』などのサイバーパンクの漫画・アニメに影響を与えた。
サイバーパンクのテーマは漫画やアニメやコスプレにおいて広く見られる。10代以外もこのようなコンテンツが人気を持つ日本では、サイバーパンクは受け入れられており、その影響も広く及んでいる。初期のサイバーパンク運動に影響を与えたウィリアム・ギブスンの『ニューロマンサー』も、日本で有数の工業地帯である千葉県・千葉市を舞台にしている。
サイバーパンクの漫画・アニメは西洋のサイエンス・フィクションと共通する要素を持つ未来のビジョンを描いているため、日本以外でも広く国際的に受容されている。サイバーパンクに関する概念化とは、新しいグローバル文化に目を向け、より進歩することである。また、現在存在しない文化であり、西洋のサイバーパンクには多くの日本の要素が組み込まれているため、サイバーパンクの未来に関する日本の概念は西洋のものと同様に正しいと思われている。頻繁に日本を訪れるようになり、そこで日本についてのビジョンの多くが現実であることを知ったウィリアム・ギブスンは、「現代日本は本当にサイバーパンクだった。日本人自身もそれを知り、喜んでいた。私は初めて渋谷を訪れた時のことを覚えている。私をそこに連れていった東京の若いジャーナリストの一人が、高くそびえ立ち、商業情報が流れているメディアの光を顔いっぱいに浴びて『ほら、これがブレードランナーの街ですよ』と言った。そしてそうだった。それは間違いなくそうだった」と語った。

### 主な漫画・アニメ
- ダーティペア（1979年）
  - ダーティペア (アニメ)（1985年）
- AKIRA (漫画)（1982年）
  - AKIRA (1988年の映画)（1988年）
- アップルシード（1985年）
- メガゾーン23（1985年）
- バブルガムクライシス（1987年）
- ゴクウ（1987年）
- 迷宮物語（1987年）
- 攻殻機動隊（1989年）
- A.D.POLICE（1989年）
- 聖獣機サイガード -CYBERNETICS・GUARDIAN-（1989年）
- 銃夢（1990年）
- 電脳都市OEDO808（1990年）
- 間の楔（1992年）
- ジェノサイバー（1993年）
- アミテージ・ザ・サード（1995年）
- VIRUS（1997年）
- BLAME!（1997年）
- serial experiments lain（1998年）
- TEXHNOLYZE（2003年）
- パプリカ（2006年）[16]
- PSYCHO-PASS サイコパス（2012年）
- Dimension W（2016年）
- アクダマドライブ（2020年）

### 影響
『AKIRA』は『マトリックス』、『ダークシティ』、『クロニクル』、『LOOPER/ルーパー』、『ミッドナイト・スペシャル』、『インセプション』などのハリウッド映画、『ストレンジャー・シングス 未知の世界』などのドラマ、『スナッチャー』、『メタルギア』シリーズ、『ハーフライフ』シリーズ、『Remember Me』などのコンピュータゲームといった、数多くの作品に影響を与えた。『マトリックス』シリーズの制作に携わったジョン・ゲイターは、バレットタイムという技法を考案する上で芸術的刺激を受けた作品として『AKIRA』を挙げている。『AKIRA』はスピンオフ作品を含む『スター・ウォーズ』シリーズにも影響を与えたと評価されている。また、カニエ・ウェストが「ストロンガー」のミュージック・ビデオ内で『AKIRA』に敬意を表したり、ルーペ・フィアスコが『AKIRA』の登場人物である島鉄雄にちなんだ『テツオ&ユース』というアルバムを出したりするなど、ミュージシャンの作品にも影響を与えている。さらに、主人公・金田正太郎が作中で乗っているものと似たバイクが、スティーヴン・スピルバーグが監督を務めた映画『レディ・プレイヤー1』や、CD Projektのコンピュータゲーム『サイバーパンク2077』内に登場する。コンピュータゲーム『デウスエクス マンカインド・ディバイデッド』を開発したアイドス・モントリオールは、『AKIRA』の映画のポスターをオマージュしたイラストで敬意を表している。
『攻殻機動隊』は多くの著名な映画監督に影響を与えた。『マトリックス』とその続編を製作したウォシャウスキー兄弟は、1995年のアニメ映画『GHOST IN THE SHELL / 攻殻機動隊』を映画プロデューサーのジョエル・シルバーに見せ、「これを実際にやりたい」と話した。『マトリックス』シリーズはこの映画から、オープニング・クレジットに刺激を受けた「マトリックス・コード」や、登場人物が首の後ろの穴からマトリックスにアクセスするという方法など、複数の構想を取り入れた。ジェームズ・キャメロン監督の『アバター』や、スティーヴン・スピルバーグ監督の『A.I.』、ジョナサン・モストウ監督の『サロゲート』は他にも類似点が指摘されている。キャメロンは『アバター』に影響を与えた作品として『攻殻機動隊』を挙げている。『攻殻機動隊』は『メタルギア』シリーズ、『Deus Ex』、『Oni』、『サイバーパンク2077』などにも影響を与えた。
OVAのメガゾーン23では疑似現実をコンセプトとしており、『マトリックス』、『ダークシティ』、『イグジステンズ』とは多くの類似点がある。『銃夢』は映画監督のジェームズ・キャメロンに顕著な影響を与えており、製作したテレビドラマ『ダークエンジェル』にも影響が見られる。キャメロンは2000年以降、『銃夢』の映画化を計画しており、実写映画化した『アリータ:バトル・エンジェル』では製作を務めた。